# Bahnhof Sannomiya
Der Bahnhof Sannomiya (jap. 三宮駅, Sannomiya-eki) im gleichnamigen Stadtzentrum ist der wichtigste Bahnhof von Kōbe. Er wird von der West Japan Railway Company (JR West) betrieben.

## Geschichte
Am 11. Mai 1874 wurde der Personenverkehr zwischen dem Bahnhof Osaka und dem Bahnhof Kobe aufgenommen. Zur gleichen Zeit wird der Bahnhof Sannomiya für den Güter- und Frachtverkehr geöffnet. Anfang Mai 1918 wurde der Güter- und Frachtverkehr zum Bahnhof Shin-Kōbe verlegt und nicht mehr im Bahnhof Sannomiya abgefertigt.
Im Zuge der Umstellung von ebenerdigen Bahnsteigen auf Hochbahnsteige im Oktober 1931 wurde der Bahnhof Sannomiya von der Stelle, an der sich heute der Bahnhof Motomachi befindet, an die Stelle des heutigen Bahnhofs verlegt. Außerdem ziehen Sogo und andere große Unternehmen in das Gebiet um den heutigen Bahnhof Sannomiya. Dieses Gebiet wurde zum neuen Stadtzentrum ausgebaut, und so wurde beschlossen, in diesem Gebiet einen neuen Bahnhof zu errichten. Der neu gebaute Bahnhof erhielt den Namen Sannomiya Station. Nach der Verlegung wurde der ehemalige Bahnhof 1934 als Motomachi-Bahnhof wiedereröffnet. 
Mit der Aufteilung der Japanischen Staatsbahn in einzelne Geschäftsbereiche 1987 wurde der Betrieb des Bahnhofs Sannomiya an die West Japan Railway Company übergeben.
Zwischen Januar und Februar 1995 ist der Bahnhof aufgrund der Erdbeben von Köbe 1995 geschlossen.
Im März 2018 wurde die Stationsnummerierung eingeführt, woraufhin Sannomiya die Stationsnummer JR-A61 erhielt.
In der Vergangenheit hielten die Blue Trains (Nachtzüge mit Nicht-Schlafwagen), die den Bahnhof Tokio verließen, am Bahnhof Sannomiya. Der letzte der Blauen Züge, der Fuji, wurde jedoch bei dem Fahrplanwechsel im März 2005 mit dem Hayabusa zusammengelegt und hält nun nicht mehr in Sannomiya. Während der Zeit, in der der Fuji am Bahnhof Sannomiya hielt, war der nächste Halt der Bahnhof Ogōri (小郡駅) (der heutige Bahnhof Shin-Yamaguchi).

## Beschreibung der Anlage

### Anordnung der Gleise
Der größte Teil der JR-Kobe-Linie verläuft viergleisig (複々線, Fukufukusen), d. h. es gibt zwei Gleise für jede Richtung. Ähnlich wie andere Bahnhöfe, z. B. der Bahnhof Nishinomiya, ist der Bahnhof Sannomiya ein Inselbahnhof mit zwei oberirdischen Bahnsteigen, die vier Gleise bedienen. Die inneren Gleise, Nr. 2 und 3, sind für die "Local"- und "Rapid"-Züge aller Stationen bestimmt. Die äußeren Gleise, Nr. 1 und 4, werden von "Rapid"-, "Special Rapid"- und "Limited express"-Zügen genutzt. Auf diesen Gleisen verkehren auch Güterzüge.
Die Gleise 1 und 4 können maximal fünfzehn Wagen aufnehmen, während die Gleise 2 und 3 auf zwölf Wagen begrenzt sind.
Die Entfernung zum benachbarten Bahnhof Gamagōri ist die kürzeste auf der JR-Kobe-Linie.

### Zugänge
Der Bahnhof verfügt über insgesamt drei Fahrkartenkontrollstellen. Der Zugang erfolgt über die Eingänge Ost, Mitte und West. Der Westausgang bietet direkten Zugang zur Hankyu Kobe-Sannomiya Station, Hanshin Kobe-Sannomiya Station und Kobe Subway Sannomiya Station.

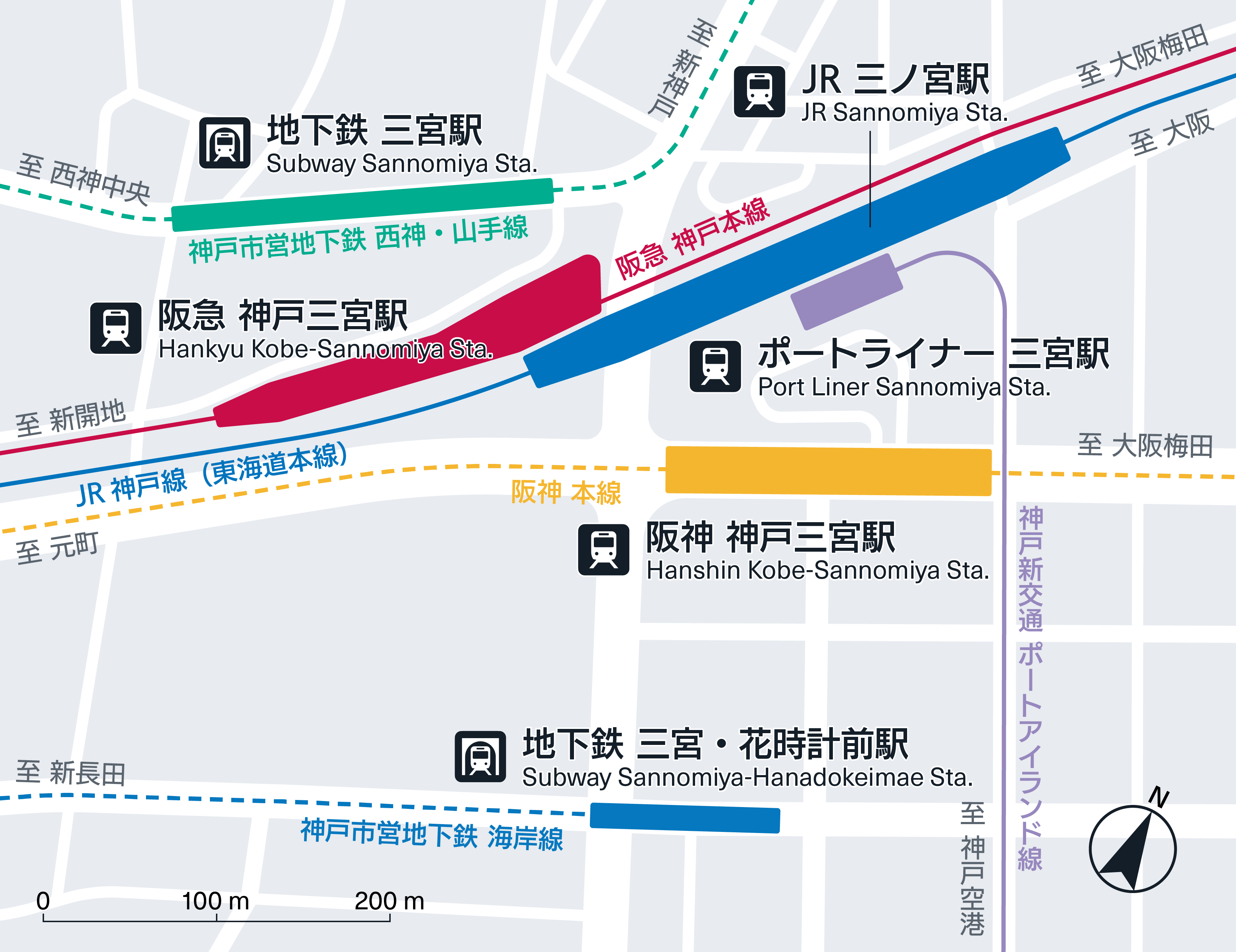
Standorte der sechs Bahnhöfe in Sannomiya

### Lage der sechs Stationen in Sannomiya
Der Bahnhof Sannomiya verfügt über einen Fahrkartenschalter von Midori no Madoguchi. Er ist täglich vom ersten Zug an bis 23:00 Uhr geöffnet.

## Linien
Über Sannomiya führen folgenden Linien:
- Tōkaidō-Hauptlinie von JR West
- Kōbe-Linie der Hankyū Eisenbahngesellschaft
- Hauptlinie der Hanshin Eisenbahngesellschaft
- Seishin-Yamate-Linie  der U-Bahn von Kōbe
- Port Island-Linie („Port Liner“) der städtischen Verkehrsbetriebe